# Toontaal

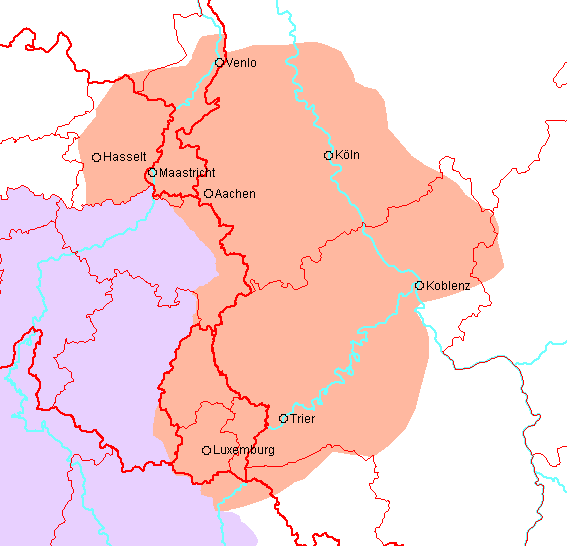
Verbreiding van tonaliteit (oranje) in de Benelux en Duitsland (Limburgs, Ripuarisch, Moezelfrankisch en Luxemburgs)

Een toontaal is een – in de meeste gevallen analytische – taal waarin veranderingen in toonhoogte bij het uitspreken van een en dezelfde lettergreep structureel leiden tot een verandering in de betekenis van het woord. De bekendste toontalen zijn waarschijnlijk Mandarijn en Kantonees, maar vele andere ongerelateerde talen zijn eveneens (al dan niet deels) tonaal. Hoewel er strikt genomen van toontalen in Europa niet werkelijk sprake is, komen er in een aantal Europese talen bij bepaalde woorden soms betekenisverschillen voor ten gevolge van inflectie, voorbeelden hiervan zijn te vinden in het Lets, het Limburgs, het Luxemburgs het Servo-Kroatisch, het Sloveens, het Noors en het Zweeds.
De Sino-Tibetaanse taalgroep bestaat in hoofdzaak uit toontalen, waaronder Mandarijn, Kantonees en Tibetaans. Toontalen kwamen ook voor in vele andere taalfamilies, zoals de Austroaziatische, de Indo-Europese, de Afro-Aziatische, de Niger-Congo- en de Khoisantalen. Er zijn ook verschillende dode toontalen, zoals het Vedisch Sanskriet.
De meeste talen gebruiken toonhoogte om grammaticale structuren of nadruk (zie fonologie) uit te drukken, maar dit maakt het nog geen toontaal. In de meeste gevallen geeft de toonhoogte aan hoe de luisteraar verondersteld wordt een woord te interpreteren (bijvoorbeeld sarcastisch). In toontalen daarentegen is op grote schaal sprake van homofonie: de toon van (een deel van) het woord is op zich bepalend voor de betekenis. Zo bestaan er veel woordparen waar het enige onderscheid tussen twee betekenissen de toon is. 
Er zijn geleerden zoals Larry Hyman die talen als Zweeds en Servo-Kroatisch scharen onder de toontalen, maar anderen zouden ze categoriseren onder de pitch accent-talen. Pitch accent-talen zijn talen waarin toonhoogte als middel wordt gebruikt om nadruk te leggen, waar bijvoorbeeld het Nederlands klemtoon gebruikt. Zuivere toontalen daarentegen leggen op (vrijwel) iedere lettergreep distinctieve toon zoals het Vietnamees. Vrijwel alle talen gebruiken intonatieverschillen, in dit spectrum bevinden de toontalen zich aan de ene kant, de klemtoontalen aan de andere kant en de pitch accent-talen zitten daartussen.
Men onderscheidt binnen de toontalen twee grote categorieën: Die talen met een systeem van toonhoogteverloop (contourtalen) en die met een systeem van absolute toonhoogten (registertoontalen). Mandarijn en daaraan verwante talen hebben een systeem van toonhoogteverloop, waarbij de verschillen in de betekenis van een woord niet afhangen van de absolute toonhoogte waarop een woord wordt uitgesproken, maar in het verloop van toonhoogte. Dit in tegenstelling tot bijvoorbeeld de Bantoetalen, die meestal twee of drie tonen hebben met specifieke toonhoogten. Dit zijn een hoge en een lage toon (talen met een derde toon hebben ook een tussentoon).
Volgens sommigen komt een absoluut gehoor vaker voor bij sprekers van tonale talen. Van sprekers van Sino-Tibetaanse talen wordt vermeld dat ze een woord telkens op dezelfde absolute toonhoogte (binnen een kwarttoon) uitspreken. Maar bijna altijd hangt de toonhoogte af van het idiolect. Bij het Doayo komen de lage tonen van de vrouwelijke sprekers bijvoorbeeld overeen met de absolute toonhoogte van de hoge tonen van de mannelijke sprekers.

## Mandarijn
Het Mandarijn heeft vijf tonen.
1. De eerste is een lange, hoge toon

De vijf tonen in het Mandarijn.

2. De tweede begint op normale toonhoogte en stijgt tot de hoogte van de eerste toon.
3. De derde toon is een lage toon die eerst daalt waarna hij stijgt tot de beginhoogte van de tweede toon.
4. De vierde toon is een korte, scherp dalende toon, die start op het niveau van de eerste toon en eindigt ergens rond het diepste punt van de tweede toon.
5. De vijfde toon is een neutrale toon zonder specifiek patroon. De toonhoogte wordt beïnvloed door de tonen van de voorgaande en de volgende toon. Sprekers van het Mandarijn verwijzen naar deze toon als de nultoon.

N.B. Sommigen tellen deze vijfde toon niet mee en zeggen dat het Mandarijn slechts vier tonen telt.
Deze tonen kunnen ertoe leiden dat één lettergreep (in dit voorbeeld "ma") vijf verschillende betekenissen kan hebben al naargelang van de toon waarop het uitgesproken wordt. 
- ma1 betekent moeder
- ma2 betekent hennep
- ma3 betekent paard
- ma4 betekent uitschelden
- ma5 aan het einde van een zin functioneert als een vraagpartikel.

Met de verschillen in toonhoogte kan de (niet geheel grammaticaal correcte) zin 'ma1 ma5 ma4 ma3 de5 ma2 ma5?' gevormd worden, oftewel: 'Is moeder de hennep van het paard aan het uitschelden?' (Māma mà mǎ de má ma? 妈妈骂马的麻吗？)
De tonen kunnen op een complexe manier met elkaar interfereren. Dit proces is ook bekend onder de naam toon-sandhi.